# Munchkin (rasa kota)
Munchkin – rasa kota posiadająca wyjątkowo krótkie kończyny. Efekt ten jest wywołany mutacją                                   genetyczną powodującą achondroplazję lub hipochondroplazję. Rasa powstała w 1983 roku w Luizjanie. 
Koty rasy Munchkin mogą posiadać sierść różnej długości i występować w różnych odmianach barwnych. Charakterystyczne dla nich są krótkie kończyny (przednie często krótsze od tylnych), czasem połączone z deformacjami kręgosłupa (lordoza) i spłaszczeniem klatki piersiowej. Rasa jest uznawana tylko przez niektóre organizacje felinologiczne ze względu na znaczną szkodliwość (dominującej) mutacji dla zdrowia kotów (towarzyszące krótkim kończynom inne wady wrodzone oraz ok. 25% śmiertelność płodów). The International Cat Association oficjalnie uznała rasę w 1994 roku.